# Veliki petak
Veliki petak, petak Muke Gospodnje ili Dan Muke Gospodnje (lat. Dies Passionis Domini) dan je u Velikomu tjednu koji slavi spomen Isusove teške i nasilne osude, muke i same smrti kako je opisana u kanonskim evanđeljima. To je peti dan Velikog tjedna kojemu prethodi Veliki četvrtak, a za njim slijedi Velika subota. 
Ovo je jedini dan kada se zabranjuje slaviti sveta misna otajstva tj. jedini dan u liturgijskoj godini bez misnoga slavlja. Naime, sveta je misa nekrvna žrtva Isusa Krista, a na taj je dan sam Isus Krist bio žrtvovan na žrtveniku križa i prinio Ocu sama sebe kao krvnu žrtvu. Stoga, Katolička Crkva taj dan ne slavi misnu žrtvu.

## Bogoslužje

### Povijesni razvoj
Smatra se kako u prvim stoljećima kršćanstva nije bilo zasebna liturgijska slavlja na Veliki petak. U Jeruzalemu se u 4. st. oblikuju različita neeuharistijska slavlja, koja je činilo čitanje Božje Riječi i klanjanje Križu. U Rimu se najprije održavalo bogoslužje Riječi s čitanjima, molitvama i pjesmama, a od 7. stoljeća javlja se procesija od Lateranske bazilike do rimske crkve svetog Križa u Jeruzalemu gdje se častila relikvija Križa. Postojećim obredima pridodana je euharistija. Boja liturgijskog ruha je crvena (do Drugoga vatikanskog sabora bila je crna).

### Obredi Velikog petka
Oltar je bez križa, svijećnjaka, cvijeća i oltarnika što simbolizira kako je s Isusa svučena odjeća, to jest njegovu ogoljenost, ali to je ujedno i znak povučenosti, tišine, žalosti, nesvečanosti i tuge za umrlim Učiteljem. Oltar se ogoljuje na svršetku Mise Večere Gospodnje na Veliki četvrtak. 
U popodnevnim satima, obično u 15 sati (deveta ura) kada je Isus izdahnuo na križu, puk se okuplja u crkve na slavljenje obreda Velikog petka koje čine tri dijela:
1. čitanje Svetoga pisma i navještaj muke,
2. poklon i ljubljenje križa te
3. sveta pričest (euharistija).

Obred započinje prostracijom svećenika s ministrantima pred oltarom i poklonom vjernika. Potom se svećenici i ministranti uspinju do oltara te predslavitelj moli Zbornu molitvu. Slijedi Služba Riječi (čitanje iz Staroga i Novoga zavjeta te psalam) koja završava čitanjem ili pjevanjem Muke po Ivanu i homilijom. Nakon homilije, dvojica svećenika naizmjenično mole Sveopće molitve vjernika propisanim redoslijedom.

Poklon svetom Križu započinje ulaskom predslavitelja sa zastrtim križom, pri čemu đakon ili svećenik postupno (u tri dijela) otkiva pokriveno raspelo pjevajući: „Evo drvo križa, na kom' je Spas svijeta visio!” Na to narod odgovara: „Dođite, poklonimo se!” Nakon toga križ se izlaže na štovanje vjernicima poklonom, poljupcima i molitvom. Tijekom poklona sv. Križu preporučeno je pjevanje antifone:
Svetu pričest čine hostije posvećene na Misi Večere Gospodnje prethodni dan. Nakon pričesti, svećenik moli molitvu nad narodom kojom završavaju obredi Velikog petka. Narod se razilazi bez izlazne pjesme, u tišini i molitvi.
Kod katolika post je obvezatan na Veliki petak za sve osobe od 18 do 60 godina. Također je za sve katolike starije od 14 godina obvezatan i nemrs. Nemrs znači da se u danu ne jede meso dok post znači da se osoba suzdržava od hrane i pića.

## Pobožnosti
Diljem svijeta, obično u jutarnjim satima, vjernici se okupljaju u crkvama, kapelicama, kalvarijama i inim mjestima kako bi molili Križni put. Tako i papa u večernjim satima predvodi križni put u Koloseju, u zajedništvu s kardinalima, biskupima, rimskim župnicima i vjericima iz Rimske biskupije i cijeloga svijeta. U Jeruzalemu križni put na Veliki petak prolazi Putem križa (Via crucis, također i Via dolorosa) od Getsemanija do Kalvarije. Može se moliti i Marijin križni put (Via Matris).
Od večeri Velikoga četvrtka (od 19 sati) do predvečerja Velikoga petka (do 18 sati) moli se pobožnost Sati Muke Gospodnje, koju promiču pasionisti. Crkva potiče razmatranje Isusove Muke čitanjem i meditacijom (Lectio Divina) nad evanđeoskim ulomcima koji ju opisuju (Mt, 26–27; Mk, 14–14; Lk, 22–23; Iv, 18–19), molitvom žalosnih otajstava krunice, pobožnošću Mariji od sedam žalosti (Gospi žalosnoj) i Krvi Kristovoj, molitvom krunice i devetnice Božjega milosrđa (koja počinje na Veliki petak), pobožnostima ranama Kristovim, Svetomu Licu i inima.
Još od srednjega vijeka u brojnim europskim zemljama moli se na Veliki petak Gospin plač, koji se u hrvatskim krajevima pjeva na različite načine i melodijske izraze.

## Običaji
U Njemačkoj su tradicijski na Veliki petak, a u nekim pokrajinama i tijekom Vazmena trodnevlja, na snazi zabrane plesnih i športskih priredbi te prikazivanja filmova.
Među Hrvatima, postojao je običaj molitve 33 krunice kao spomen na 33 godine Isusova života.

### Članci
- Jurilj, Zorica. 2018. Korizma i uskrs u Hercegovačkoj crkveno-pučkoj baštini. Ethnologica Dalmatica. Etnografski muzej Split. Zagreb. 25: 5–35

## Vanjske poveznice

### Sestrinski projekti
|  | Zajednički poslužitelj ima još gradiva o temi Veliki petak |